# Ostone
Il fiume Ostone (lu Stoni in dialetto salentino) è lungo 13 km , ha carattere prevalentemente torrentizio e stagionale e sfocia nel mar Ionio nei pressi di lido Bagnàra, Marina di Lizzano. Ha origine a 4 km a nord-ovest del comune di Lizzano e ne attraversa tutto il territorio comunale. In passato era alimentato da numerose sorgenti (la fontana, le Trigne, Pòrvica, li canali) obliterate artificialmente o esaurite a causa dell'utilizzo smodato delle acque di falda, a partire dagli anni sessanta del novecento: ne rimangono pochissime ed a carattere intermittente ed insufficiente per un'alimentazione naturale del fiume. 
A 11 km dalla foce riceve, come affluente, il Canale dei Cupi, scavato nella seconda metà dell'800 e utilizzato per prosciugare e bonificare la Palude Rotonda nei pressi di San Crispieri. 
Attualmente, a 6 km a nord della foce, coinvoglia parte delle acque depurate provenienti dal depuratore consortile di Lizzano gestito dall'Acquedotto Pugliese e recentemente riammodernato per permettere una depurazione eccellente dei reflui.

## Ambiente
Questo fiume, e l'area intorno ad esso, sono molto interessanti sia sotto il profilo ambientale (flora e fauna) che sotto il profilo storico.
Infatti lungo il suo corso, trovano il loro habitat naturale molte specie animali come gli anfibi (rane, rospi, ramarri ecc.) e molte specie di volatili (germano reale, beccaccia, merlo, quaglia, cormorano, gabbiano, falco, martin pescatore e molte altre specie anche a carattere migratorio). Non mancano numerose segnalazioni riguardanti la presenza di serpenti quali biacco comune, cervoni, colubri leopardini e vipere.
Anche la vegetazione è molto ricca. Lungo tutto il corso del fiume permane un fitto canneto e molte altre specie vegetali tipiche della macchia mediterranea, della gariga e delle zone palustri.
Nel 2015 Goletta Verde di Legambiente durante il monitoraggio delle Cariche batteriche alle foci di fiumi, torrenti e scarichi , ha evidenziato che la foce del fiume Ostone a Marina di Lizzano sia “fortemente inquinata”.

## Storia
L'Ostone vanta una notevole importanza storica. Il paleo-fiume è stato frequentato ininterrottamente  dagli uomini fin dall'età paleolitica, così come evidenziato da numerosi rinvenimenti lungo tutto il suo corso, a cominciare dalla Grotta di Sant'Angelo a nord e nelle altre numerose grotte presenti sulle pareti rocciose delle lame solcate dal fiume. Lungo il suo corso, ed in particolare vicino al mare, sono stati rinvenuti nel tempo enormi quantitativi di reperti archeologici (ossa, vasellame, oro, ceramiche, pietre lavorate, tempietti votivi, necropoli) risalenti all'età del bronzo, all'epoca magno-greca e romana oltre ad interi villaggi capannicoli risalenti al Neolitico, studiati di recente e interessati da importanti scavi archeologici nel 2013.